# Musée de l'Hôpital dans le rocher et de l'Abri anti-atomique
 (octobre 2016).
Si vous disposez d'ouvrages ou d'articles de référence ou si vous connaissez des sites web de qualité traitant du thème abordé ici, merci de compléter l'article en donnant les références utiles à sa vérifiabilité et en les liant à la section « Notes et références ».
 (décembre 2019).
Le musée de l'Hôpital dans le rocher et de l'Abri antiatomique est un musée de plus de 2 300 m2 situé sous le palais de Budavár à Budapest. Il s'agit d'un ancien hôpital ayant servi durant la Seconde Guerre mondiale et l'insurrection de Budapest en 1956. Pendant la Seconde Guerre mondiale, il s'agissait d'un établissement classé secret-défense, nommé « l’hôpital supplétif de la défense aérienne » avec l’indication LOSK 0101/1. En 2008, quelques années après la levée du secret défense, il ouvre ses portes aux visiteurs civils.
Il contient la plus grande exposition de modèles en cire en Hongrie et présente l’histoire de l’hôpital et le développement de la médecine militaire. Des instruments et équipements de la défense civile sont également exposés.
En juin 2016, le musée s’est enrichi de deux expositions permanentes : l'exposition Bataille de Budapest qui présente les combats à Budapest en 1944-1945, et l’exposition Je suis le Temps, destructeur des mondes qui présente les horreurs de l’arme nucléaire (réalisée en collaboration avec le Musée du Mémorial de la Paix d'Hiroshima).
L’intention originale du musée est de souligner l’importance de la paix, d'une part en exposant les réalités de la guerre, et d'autre part en contribuant au devoir de mémoire. Il rend hommage aux médecins, infirmières et autres volontaires ayant apporté aide et soutien durant le XXe siècle.

## Histoire du musée

### 1939-1945
L’Hôpital dans le rocher se trouve sous le palais du château de Buda. Dans la montagne, un réseau de grottes de 10 km de longueur a été aménagé progressivement pour diverses utilisations. Peu avant la Seconde Guerre mondiale, les galeries ont été renforcées et les sections isolées connectées afin de servir de bunker (profond de 10-15 mètres) au cours des raids aériens éventuels.
L'hôpital supplétif a été construit dans le 1er arrondissement, à proximité du château et du quartier gouvernemental de l'époque. Afin de réduire les coûts de la construction, l’établissement a été adapté au réseau souterrain : les grottes sont devenues les chambres, les galeries sont devenues les couloirs.
La construction s’est déroulée entre 1939 et 1944, et en février 1944, l'hôpital Supplétif Chirurgical de la Capitale a été ouvert. Sa tâche étant le soin urgent général, il recevait à la fois des blessés civils et des blessés militaires.
Au moment de l’inauguration de l’hôpital, Horthy Istvánné (Edelsheim-Gyulai Ilona), était présente et travaillait dans l’hôpital, en tant qu’infirmière de la Croix-Rouge Hongroise.
L’Hôpital dans le rocher appartenait à l’hôpital Saint-Jean. Son directeur, le Dr István Kovács, était chirurgien. Les infirmières volontaires de la Croix Rouge aidaient le travail des médecins. L’institution a été construite pour pouvoir accueillir 300 personnes, mais selon des témoins, pendant le siège de Budapest, 650-700 personnes étaient tassées dans l’hôpital et beaucoup de blessés étaient placés sur des brancards et des paillasses dans les grottes.
Le taux de mortalité était élevé à cause des épidémies et du manque de médicaments et d’instruments adéquats.
Lors du siège de Budapest, la connexion avec l'hôpital Saint-Jean fut coupée. Il régnait dans l'hôpital une chaleur extrême de près de 35 °C, et le ravitaillement étant coupé, il n'était pas rare que les infirmiers et médecins réutilisent les pansements des morts.
Dans cet hôpital, des civils et des soldats étaient mélangés, mais une salle séparée était prévue pour les femmes. Certains soldats allemands furent aussi soignés, mais dans des espaces séparés.
L’institution possédant son propre générateur, les soins médicaux la radiographie fonctionnèrent durant le siège, contrairement à d'autres hôpitaux.
Dans l’hôpital, il y avait au moins 30 personnes employées au service de travail obligatoire. Le chef de la police du quartier a empêché que les Croix-fléchées (fascistes hongrois) ne les déportent. Ils se déguisaient en médecins militaires hongrois pour pouvoir travailler sans être inquiétés. Le chef de la police, Dr Koppány Kálmán Imre a reçu le prix d’Honnête du Monde pour cet acte. Plusieurs milliers des soldats et des civils hongrois ont été sauvés.
Le jour où tout le monde a fui le quartier du château, à la fin du siège de Budapest, les patients qui étaient capables de marcher sont partis. Les autres sont restés dans l’hôpital qui continua de fonctionner jusqu'en mai 1945. Avant la fermeture de l’hôpital, ils ont été transportés chez eux ou dans d’autres hôpitaux dans la ville.
Contrairement à une croyance répandue, les Soviétiques n’ont pas mis le feu à l’hôpital. Ils ont tué avec un lance-flammes les blessés allemands couchés dans leur grotte isolée, qui se défendaient avec des armes. La demande des Soviétiques était qu’il n’y ait pas de soldats dans l’Hôpital dans le Rocher. Pour éviter que des personnes soient blessées dans l'hôpital, tous les patients s’habillait en civil.

### 1946-1952
L’hôpital a été vidé en majorité. Dans les salles, une firme privée produisait des vaccinations contre la typhoïde jusqu'en 1949. Jusqu’à l’apparition des antibiotiques, la typhoïde était une maladie mortelle. La Seconde Guerre mondiale a donné force à l’épidémie, parmi les soldats comme les habitants civils. L’institut pour rechercher et de produire des virus et des vaccinations s’est créé en novembre 1945 pour empêcher la dispersion de l’épidémie. Cet institut était situé dans l’Hôpital dans le rocher qui ne fonctionnait plus à l’époque. La fondation de l’institut était soutenue par le Comité International de la Croix Rouge et jusqu’à la nationalisation de l’institut, il produisait des vaccinations d’exportation. Thanhoffer Lajos et Born József étaient les directeurs de l’institution. En Yougoslavie, où l’épidémie était extrêmement répandue, la vaccination hongroise avait tellement du succès que les Yougoslaves ont acheté la souche vaccinale ainsi que la méthode de préparation pour l’institut Pliva de Zagreb. La production des vaccinations dans l’Hôpital dans le rocher a été terminée en 1948, après la nationalisation de l’institution. L’hôpital a eu le statut "secret" au début des années 1950 : il a obtenu le code "LOSK 0101/1” et la qualification "top secret”. Il était secret jusqu'en 2002. En 1952, il a été agrandi et équipé à cause de la Guerre froide.

### 1956-1957
Même si l’hôpital n’était pas prêt à fonctionner lors de la révolution de 1956, le 25 octobre 1956, on l’a rouvert tout au début de la révolution pour soigner les blessés civils et militaires. Pendant la révolution, six petits garçons et une petite fille sont nés ici. Après l'écrasement de la révolution, l’hôpital fonctionnait en tant que prison-hôpital. Jusqu’à la fin de l’année, tout le monde était emprisonné sauf Endre Bácskai, qui a réussi à s’enfuir. Ceux qui avaient été emprisonnés ont bénéficié de l’amnistie et ont été libérés sept ans plus tard, en 1963.

### 1958-1962
Entre 1958-62, l’hôpital a été reconstruit et agrandi pour le rendre fonctionnel en cas d’une attaque atomique ou chimique. Le « couloir sanitaire », le centre de l’alimentation de l’eau et le centre du traitement de l’air, la canalisation d’eau du Danube, le système de pompe, le système du filtre de l’air et le système d’approvisionnement en énergie ont été construits en ce temps. Grâce aux deux générateurs de GANZ, l’hôpital pouvait fonctionner dans le cas d’une coupure de courant. Pour l’agrandissement de l’hôpital en 1956, on employait des ouvriers compromîtes, qui n’aurait pas pu trouver d’autre travail à l’époque, car c’était extrêmement difficile de travailler dans le système des grottes. Le directeur de la construction de la part du capital était Bakonyi István. L’hôpital était surveillé par un intendant, „oncle Szabó”, un capitaine de jadis d’AVH.

### 1962-2007
L’hôpital dans le rocher appartenait toujours à l’hôpital Saint Jean. Selon les plans, des médecins et des infirmières de l’hôpital Saint Jean seraient venus dans l’établissement après une attaque et ils auraient ouvert l’hôpital pour les survivants après une fermeture obligée. Ce qui montre parfaitement la modernité de l’hôpital à l’époque est qu’il était aussi équipé d’un système de ventilation aussi. Cependant, à cause du développement rapide des techniques militaires, déjà vers la fin des années 1960, l’institution est vite devenue dépassée. Mais, comme personne n’avait le courage de la fermer, l’Hôpital Saint Jean prenait soin de l’institution, et la Défense Civile l’utilisait en tant qu’entrepôt. 
Des médecins et des infirmières de l’hôpital Saint Jean y pratiquaient le protocole à suivre en cas d’une attaque nucléaire jusqu'aux années 1980. Une famille de gérant a vécu dans le vestibule de l’hôpital jusqu'en 2004 et entretenaient l’établissement qui a été rénové en 2007. L’oncle Mohácsi aérait l’hôpital chaque jour, et il maintenait le système électrique et mécanique, tandis que la tante Mohácsi nettoyait le bâtiment, stérilisait les équipements médicaux et changeait les couvertures des lits chaque 2e semaine. Dès 2004, la maintenance de l’hôpital était la tâche des techniciens de l’Hôpital Saint Jean. Entre 2004-2006 le théâtre Krétakör utilisait l’hôpital pour y donner des spectacles. L’hôpital a pu être visité lors du Jour du Patrimoine Culturel en 2006. Pourtant, la modernisation et la reconstruction de l’institution n’a commencé qu’en 2007.

## 2007 - 2018
En 2007, d’après l’initiation de l’Institution et Musée de l’Histoire Militaire et en collaboration avec de nombreuses organisations professionnelles, la SARL OBNL de l’Hôpital dans le Rocher a rénové et a ouvert l’institution aux visiteurs, à ses propres frais. Au cours de la Nuit des Musées en 2007 l’Hôpital dans le Rocher a déjà pu être visité en partie. Puis les travaux continuaient jusqu’en 2008, et depuis, le musée est ouvert avec une exhibition permanente qui est perfectionnée et agrandie chaque année. Depuis l’ouverture du musée, le travail de recherche et la collection des témoignages est continuel.  En 2014, le musée a été nommé un musée thématique par le Ministre des Ressources Humaines et il a reçu le nom „Musée de l’hôpital dans le rocher et de l’abri antiatomique”. Depuis 2012, le musée a reçu chaque année le certificat d’excellence de TripAdvisor. Selon le classement de 2015, 2016, et 2018 du portail, l’Hôpital dans le Rocher est le musée le plus recommandé en Hongrie. En 2014, le musée a reçu le prix spécial de l’Association Pulszky, et en 2018, la reconnaissance professionnelle de la même association. En 2014 et en 2018, l’Hôpital dans le Rocher a été nommé pour le Prix du Musée Européen de l’Année.
- 2008 – exposition de l’hôpital militaire de la Deuxième Guerre mondiale, exposition sanitaire, la révolution en 1956 et la Guerre froide
- 2008 – exposition de l’abri antiatomique et de la défense civile pendant la Guerre froide
- 2008 – Centre d’alarme de la défense aérienne 1944.
- 2009 – 65e anniversaire de l’ouverture de l’Hôpital dans le rocher, exposition des instruments médicaux et sur l’approvisionnement pendant la guerre (1940-1980)
- 2010 – programme d’enseignement pour des écoles – „Des humains dans l’inhumanité”
- 2011– exposition en mémoire de Friedrich Born
- 2012 – exposition des forces spéciales
- 2014 – 70e anniversaire de l’inauguration de l’Hôpital dans le rocher – „Hôpital dans le rocher reprend de la vie”
- 2016 – Exposition de la bombe atomique – „Je suis devenu la mort, destructeur des mondes”
- 2016 – l’Exposition du Siège de Budapest
- 2017 – Exposition des bombes atomiques Hiroshima-Nagasaki